# روجر هاموند (ممثل)
روجر هاموند (بالإنجليزية: Roger Hammond)‏ هو ممثل بريطاني، ولد في 21 مارس 1936 في المملكة المتحدة، وتوفي بنفس المكان في 8 نوفمبر 2012.

## أعمال

### أفلام
- (1994) جنون الملك جورج
- (2004) حول العالم في 80 يوما[5][6]

## وصلات خارجية
- روجر هاموند على موقع IMDb (الإنجليزية)
- روجر هاموند على موقع ميوزك برينز (الإنجليزية)
- روجر هاموند على موقع قاعدة بيانات الفيلم (الإنجليزية)